# Domenico De Angelis
Domenico De Angelis (ur. 15 lutego 1735 w Ponzano Romano, zm. 10 marca 1804 w Rzymie) – włoski malarz.

## Biografia
Domenico De Angelis urodził się w Ponzano Romano w Lacjum 15 lutego 1735 roku. Ojciec Bartholomeo Turreggia vel De Angelis, matka Ursula Baldelli. DO Rzymu przybył w 1750 roku. Był uczniem Marco Benefiala. Chodził także na zajęcia do prowadzonej przez Akademię Świętego Łukasza Scuola libera del nudo, gdzie został nagrodzony w listopadzie 1757 roku. 19 października 1769 roku ożenił się z Teresą Anesi. Po wyborze na członka Akademii Świętego Łukasza podarował uczelni obraz Święta Magdalena. Przez piętnaście lat pracował dla księcia Marcantonia Borghese. Ozdobił freskami trzy sale w Villi Borghese w Rzymie, współpracując z Giovannim Battistą Marchettim. W 1785 roku namalował Wniebowzięcie dla kościoła w Montalto di Castro.
Z okazji uroczystości beatyfikacji Pacyfika z San Severino 15 sierpnia 1786 roku namalował obraz przedstawiający błogosławionego, podarowany papieżowi Piusowi VI. W Museo Pio-Clementino w Gabinetto delle Maschere namalował pięć scen mitycznych. W 1795 roku otrzymał posadę dyrektor Pracowni Mozaiki Fabryki Św. Piotra. Zmarł w Rzymie 10 marca 1804 roku.
Styl De Angelisa pozostawał pod wpływem Carracciego i Benefiala. Malarz stopniowo, poprzez klasycyzm, zaczął zbliżać się do romantyzmu.

## Freski

### Villa Borghese (1771–1785)
- Walka między Herkulesem a Apollem o trójnóg delficki
- Apollo zwyciężający pytona
- Herkulesa i hydra
- Triumf bogini (cykl Legenda Galatei)[a]
- Śmierć (Polifem zabija Akisa) (cykl Legenda Galatei)
- Metamorfoza Akisa (cykl Legenda Galatei)
- Konkury trzech bogiń na górze Ida (cykl Legenda o Troi)
- Wyrok Parysa (cykl Legenda o Troi)
- Minerwa każe przeciąć nić przeznaczenia (cykl Legenda o Troi)
- Junona prosi Aeolusa o rozproszenie floty trojańskiej (cykl Legenda o Troi)
- Wenus błaga Jowisza, by uratował jej syna Eneasza (cykl Legenda o Troi)
- Ucieczka Eneasza (cykl Legenda o Troi)
- Flora z puttami
- Sybilla delficka (niezachowane)
- Sybilla erytrejska (niezachowane)

### Gabinetto delle Maschere (1791–1792)
- Zaślubiny Bachusa i Ariadny
- Diana i Endymion
- Wenus i Adonis
- Parys odmawia jabłka Minerwie
- Parys ofiarowuje jabłko Wenus